# عبد الحق التركستاني
عبد الحق (بالصينية: 买买提明·买买提) (ولد في 1 أكتوبر 1971) هو قائد أويغوري تركستاني. وأمير الحزب الإسلامي التركستاني منذ 2003 حتى 2010.
غادر الصين في مارس 1998، وأصبح مدربًا في معسكر «جنوب آسيا». وأصبح عضوًا في مجلس شوري قيادة تنظيم القاعدة، كما كان قائدًا عسكريًا لقوات تنظيم القاعدة في المناطق القبلية الخاضعة للإدارة الاتحادية في باكستان.
وفي 1 مارس 2010 زعمت تقارير أن عبد الحق كان قد قُتِلَ بواسطة صاروخ أطلق من طائرة بدون طيار في 15 فبراير 2010، في شمال وزيرستان، ولم يُعلِّق الحزب الإسلامي التركستاني على هذا الخبر. وفي يونيو 2014 أعلن الحزب أن عبد الحق كان قد أُصيب بجروح خطيرة ولكنه تعافى وعاد إلى منصبه في 2014.